# マーニ

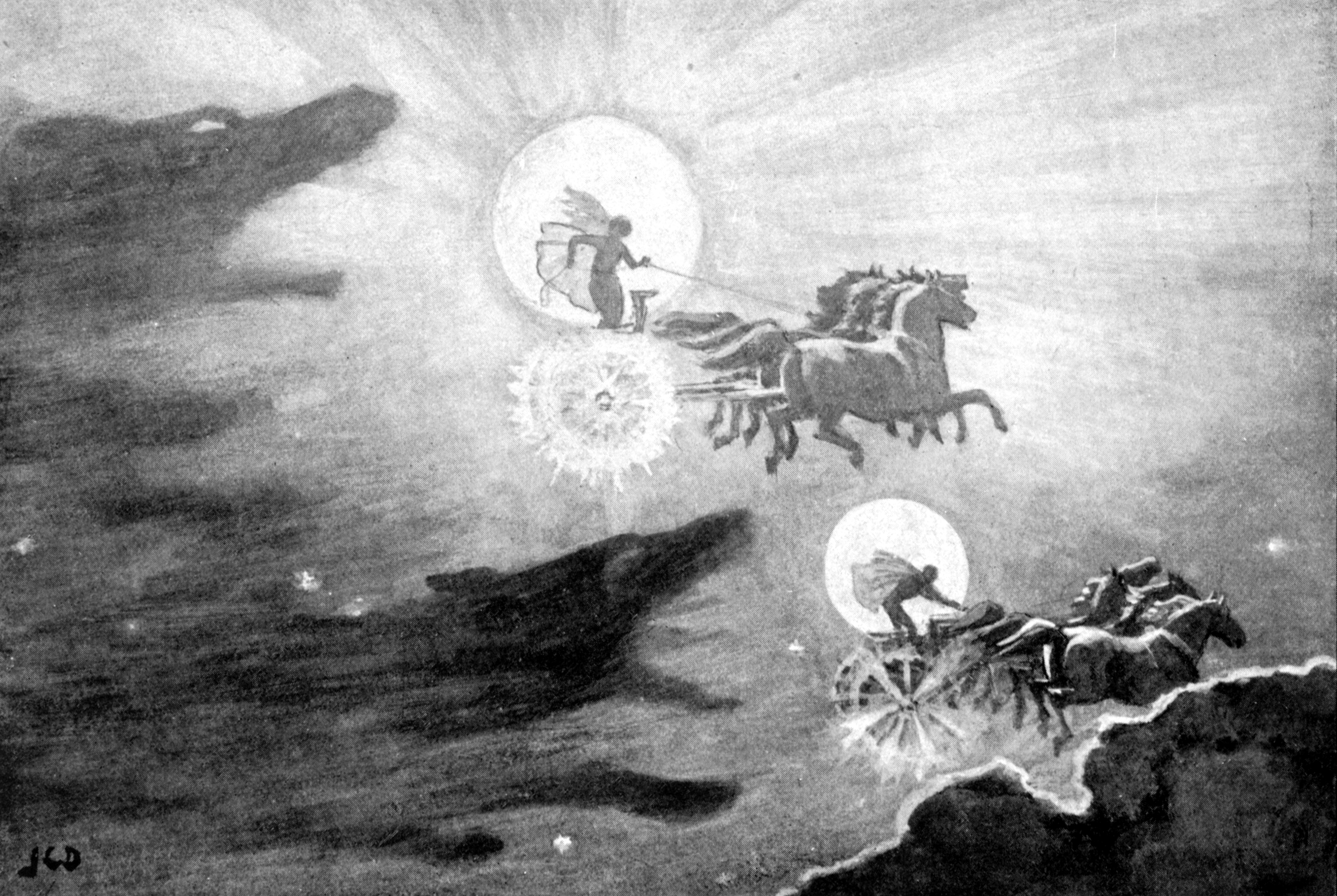
ジョン・チャールズ・ドルマンが描いた、狼に追われるマーニとソール（1909年）。

マーニ、またはマニ (Máni) は、北欧神話に登場する月の神。
『スノッリのエッダ』第一部『ギュルヴィたぶらかし』第11章から第12章で、次のように説明されている。
ムンディルファリという男が、自身の2人の子供があまりに美しいことから、娘にソール（太陽）、息子にマーニ（月）という名をつけた。神々はこれに怒り、2人を捕らえて、太陽を牽く馬車の馭者をさせた。ソールは太陽の運行を、マーニは月の運行と満ち欠けを司る。
馬の名はアールヴァク（「早起き」の意）、アルスヴィズ（「快速」の意）といい、体を冷やすための鞴が取り付けられている。
月は常にハティという狼に追いかけられているため、急いで運行しなければならない。
マーニは、ヒューキとビルが肩に負った天秤棒でセーグ(Sægr)を担いでいるのを見つけると、この2人の子供を地上から月へと連れ去った。ヴィズフィンル(Vidfinn)という男の子供である彼らが月に付き添う姿は、地上からも見える。
『ギュルヴィたぶらかし』第51章において、ラグナロクの時、月は狼（ハティもしくはマーナガルム）に捕らえられて大損害を受けるといわれている。